# Evi Mittermaier
Evi Mittermaier-Brundobler, nemška alpska smučarka, * 16. februar 1953, München.
Nastopila je na dveh olimpijskih igrah, najboljšo uvrstitev je dosegla leta 1976 z osmim mestom v veleslalomu. Na Svetovnem prvenstvu 1978 je bila v isti disciplini šesta. V svetovnem pokalu je tekmovala šest sezon med letoma 1975 in 1980 ter dosegla dve zmagi in še sedem uvrstitev na stopničke, vse v smuku. V skupnem seštevku svetovnega pokala je bila najvišje na enajstem mestu leta 1977, v letih 1977 in 1978 je bila četrta v smukaškem seštevku.
Njeni sestri Rosi Mittermaier in Heidi Mittermaier, svak Christian Neureuther in nečak Felix Neureuther so oziroma so bili alpski smučarji.